# Slogan
Ein Slogan (deutsch [ˈsloːɡn̩], englisch [ˈsləʊɡən]) ist ein einprägsamer Wahlspruch.

## Wortherkunft
Die Bezeichnung leitet sich vom schottisch-gälischen sluagh-ghairm (ausgesprochen [ˈsˠɫuəˌɣɛɾʲəm]) ab, bestehend aus sluagh – Volk, Heer, und gairm – Ruf. Ein Slogan ist damit der Sammelruf der Clans (in Friedenszeiten) und der Sammel- und auch Schlachtruf während des Kampfes (in Kriegszeiten).

## Verwendung
Slogans werden hauptsächlich in der Werbung oder Markenkommunikation (Werbespruch) und in der Politik verwendet, etwa in US-Präsidentschaftswahlkämpfen. Der Slogan soll in kompakter Form eine Aussage vermitteln und die Öffentlichkeit schlagartig beeinflussen. In Deutschland wird in Fachkreisen der Begriff Claim oft synonym verwendet. Mitunter versteht man unter Claim eher den allgemeinen strategischen Kerngedanken einer Marke und nicht die Umsetzung als Werbeaussage. Aus der Filmbranche entliehen ist als Variante die Tagline, die Verdichtung der konzeptionellen Idee in einem meist umgangssprachlichen Satz.

## Eigenschaften
Ein wirksamer Slogan soll gewöhnlich mehreren der folgenden Richtlinien folgen:
- Betonung von Vorteilen von Produkt, Person oder Idee: „Guinness is good for you“; „Vorsprung durch Technik“
- Formulierung eines Unterschieds zur Konkurrenz: „Freiheit statt Sozialismus“
- Einfache, direkte, prägnante und treffende Aussage: „Atomkraft, nein danke“
- Humor: „Wir können alles. Außer Hochdeutsch.“
- Persönliche Ansprache und Herausstellung als Besonderheit: „Nie war er so wertvoll wie heute“
- Glaubwürdigkeit und Anschaulichkeit: „Und läuft und läuft und läuft“; „Auf den Kanzler kommt es an“
- Vermittlung positiver Gefühle: „Modell Deutschland“, „Yes We Can“
- Vermittlung von Wünschen oder einem Bedarf: „Ohne Ö fehlt dir was“

## Sprachliche Mittel
Ein wirksamer Slogan verankert sich im Gedächtnis durch
- klangliche Mittel, die meist aus der klassischen Rhetorik oder der Dichtkunst stammen wie:
  - Alliteration (Stabreim): „Bitte ein Bit“
  - Assonanz: „Wenn’s um Geld geht …“
  - Endreim: „Haribo macht Kinder froh und Erwachsene ebenso“
  - „Dreiklang“ (drei Wörter), der sich besonders gut einprägt: „Menschen, Tiere, Sensationen“; „Fakten, Fakten, Fakten“; „Weil einfach einfach einfach ist“
- Rhetorische Frage: „Wohnst du noch, oder lebst du schon?“
- Metaphern: „Der Stern auf Ihrem Weg“; „Come to Marlboro Country“
- weitere rhetorische Figuren wie:
  - Neologismen: „Unkaputtbar“
  - Wort- oder Sinnspiele: „Durst ist wasserlöslich“; „Nicht immer, aber immer öfter“
  - Ellipse: „Heute ein König“
  - Paradoxon: „weniger ist mehr“
- Kombination mit optischen und akustischen Reizen wie:
  - Bilder
  - Jingles
  - audiovisuelle Sequenzen